# Stadion im. Rizy Lushty
Stadion im. Rizy Lushty (alb. Stadiumi Riza Lushta) – wielofunkcyjny stadion sportowy w Mitrowicy w Kosowie. Wykorzystywany jest głównie do meczów piłki nożnej. Swoje mecze rozgrywa na nim drużyna KF Trepça’89 Mitrowica. Obiekt może pomieścić 12000 widzów.